# Uroš Đuranović
Uroš Đuranović (ur. 1 lutego 1994) – czarnogórski piłkarz grający na pozycji ofensywnego pomocnika.

## Kariera
Đuranović rozpoczął swoją karierę piłkarską w czarnogórskim klubie FK Mogren. 1 lipca 2015 roku dołączył do Javora Ivanjica. 8 września 2015 roku wyszedł na boisko na 27 minut w meczu przeciwko Reprezentacji Malty do lat 21, a 13 października 2015 roku rozegrał 15 minut przeciwko Reprezentacji Czech do lat 21. 1 listopada 2015 roku Đuranović odbył transfer do Iskry Danilovgrad, której rozegrał 31 meczów i strzelił 4 gole. 8 lipca 2016 Czarnogórzec dołączył do FK Dečić Tuzi, a rok później, 18 lipca 2017 roku dołączył do Dukli Praga. Dwuletnia umowa z klubem z Pragi upłynęła w czerwcu 2019 roku.